# Peder Griffenfeld
Peder Schumacher Griffenfeld (Copenaghen, 1635 – Trondheim, 1699) è stato un politico danese.
Segretario di Federico III di Danimarca dal 1665, nel 1673 divenne cancelliere del regno sotto Cristiano V di Danimarca. Convinto assolutista, nel 1676 fu imprigionato e condannato a morte, pena commutata poi in ergastolo.